# Хенрикссон, Густав
Густав Никлас Хенрикссон (швед. Gustav Niklas Henriksson; род. 3 февраля 1998, Швеция) — шведский футболист, защитник клуба «Эльфсборг».

## Клубная карьера
Является воспитанником «Греббестаде», где прошёл путь от детских команд до основной. В 2012 году начал выступления за взрослую команду клуба в четвёртом шведском дивизионе. За три сезона в клубе принял участие в 23 матчах и забил один мяч.
В феврале 2014 года было объявлено, что с лета Хенрикссон переходит в «Эльфсборг». 22 августа 2018 года провёл первую игру за основную команду клуба из Буроса против «Муталы» в кубке страны. На следующий день подписал с клубом первый профессиональный контракт, рассчитанный на два с половиной года. 26 сентября в выездной встрече с «Хаммарбю» дебютировал в чемпионате Швеции, появившись на поле в стартовом составе.
1 февраля 2021 года перешёл в австрийский «Вольфсберг». 13 февраля в поединке с «Адмирой» сыграл первый матч в австрийской Бундеслиге. Хенрикссон вышел на поле в стартовом составе и на 17-й минуте забил мяч в ворота соперника. 18 февраля дебютировал за австрийский клуб в еврокубках, выйдя на поле в 1/16 финала Лиги Европы УЕФА в игре с английским «Тоттенхэм Хотспур».
В январе 2022 года вернулся в «Эльфсборг», подписав с клубом четырёхлетний контракт.

## Клубная статистика
| Выступление      | Выступление      | Выступление      | Лига | Лига | Кубки | Кубки | Конт. кубки | Конт. кубки | Итого | Итого |
| Клуб             | Лига             | Сезон            | Игры | Голы | Игры  | Голы  | Игры        | Голы        | Игры  | Голы  |
| ---------------- | ---------------- | ---------------- | ---- | ---- | ----- | ----- | ----------- | ----------- | ----- | ----- |
| Греббестад       | Дивизион 4       | 2012             | 8    | 0    | 0     | 0     | 0           | 0           | 8     | 0     |
| Греббестад       | Дивизион 3       | 2013             | 8    | 0    | 0     | 0     | 0           | 0           | 8     | 0     |
| Греббестад       | Дивизион 2       | 2014             | 7    | 1    | 0     | 0     | 0           | 0           | 7     | 1     |
| Греббестад       | Итого            | Итого            | 15   | 1    | 0     | 0     | 0           | 0           | 15    | 1     |
| Эльфсборг        | Алльсвенскан     | 2018             | 2    | 0    | 1     | 0     | 0           | 0           | 3     | 0     |
| Эльфсборг        | Алльсвенскан     | 2019             | 13   | 0    | 3     | 0     | 0           | 0           | 16    | 0     |
| Эльфсборг        | Алльсвенскан     | 2020             | 14   | 2    | 2     | 0     | 0           | 0           | 16    | 2     |
| Эльфсборг        | Итого            | Итого            | 29   | 2    | 6     | 0     | 0           | 0           | 35    | 2     |
| Вольфсберг       | Бундеслига       | 2020/21          | 11   | 1    | 1     | 0     | 2           | 0           | 14    | 1     |
| Вольфсберг       | Бундеслига       | 2021/22          | 1    | 0    | 1     | 0     | 0           | 0           | 2     | 0     |
| Вольфсберг       | Итого            | Итого            | 12   | 1    | 2     | 0     | 2           | 0           | 16    | 1     |
| Эльфсборг        | Алльсвенскан     | 2022             | 0    | 0    | 5     | 0     | 0           | 0           | 5     | 0     |
| Эльфсборг        | Итого            | Итого            | 0    | 0    | 5     | 0     | 0           | 0           | 5     | 0     |
| Всего за карьеру | Всего за карьеру | Всего за карьеру | 56   | 4    | 13    | 0     | 2           | 0           | 71    | 4     |